# Glycyrrhiza aspera
Glycyrrhiza aspera là một loài thực vật có hoa trong họ Đậu. Loài này được Peter Simon von Pallas miêu tả khoa học đầu tiên năm 1771.
Tên tiếng Trung là 粗毛甘草 (thô mao cam thảo), nghĩa là cam thảo lông thô.

## Phân bố
Từ miền nam Nga phần thuộc châu Âu tới tây bắc Trung Quốc (Cam Túc, Nội Mông, Tân Cương, Thanh Hải, Thiểm Tây), Afghanistan, Armenia, Azerbaijan, Gruzia, Iran, Kazakhstan, Kyrgyzstan, Liban, Mông Cổ, Syria, Tajikistan, Thổ Nhĩ Kỳ, Turkmenistan, Uzbekistan. Môi trường sống là rìa trang trại, bờ sông, thảo nguyên; cao độ 100-800 m.

## Mô tả
Cây thảo, lâu năm. Rễ và thân rễ thanh mảnh. Thân thẳng đứng hoặc tản mạn, cao 10-30 cm, thưa lông tơ và lông tuyến. Lá 2,5-10 cm, 5 hoặc 7 hoặc 9 lá chét; lá kèm hình trứng-tam giác, 4-6 × 2-4 mm; cuống thưa lông tơ và lông tuyến, lá chét màu xanh lục-xám, hình trứng, hình trứng rộng, hình trứng ngược hoặc hình elip, 10-30 × 3-18 mm, mặt xa trục thưa lông tơ và lông tuyến, mặt gần trục nhẵn nhụi, đáy hình nêm, mép lông gai nhỏ. Cành hoa nhiều hoa; trục cuống dài hơn lá, nhiều lông, lông tuyến; lá bắc thẳng-hình mác, 3-6 mm, dạng màng. Đài hoa hình trụ, 7-12 mm, thưa lông tơ, 5 răng; 2 răng trên hơi hợp lại. Tràng hoa màu tía sáng hoặc tía; cánh cờ thuôn dài, 13-15 × 5-6,5 mm, đáy hẹp lại thành vuốt, đỉnh thuôn tròn; cánh bên 1,2-1,4 cm; cánh lưng 1-1,1 cm. Bầu nhụy có lông sau nhẵn nhụi. Quả đậu thường cong lưỡi liềm tới cong thành vòng, màu nâu, hình chuỗi, 1,5-2,5 cm, nhẵn nhụi. Hạt 2-10, màu nâu-đen, hình cầu. Ra hoa tháng 5-6, tạo quả tháng 7-8. 2n = 16.